# 托尼·赛勒
托尼·赛勒（德語：Toni Sailer，1935年11月17日—2009年8月24日），奥地利男子高山滑雪运动员。他曾代表奥地利参加1956年冬季奥林匹克运动会高山滑雪比赛，获得男子回转、男子大回转和男子滑降金牌。